# Economische regio Verre Oosten
De economische regio Verre Oosten (Russisch: Дальневосточный экономический район; [Dalnevostotsjny ekonomitsjeski rajon]) is een van de twaalf economische regio's van Rusland. Qua oppervlakte is het ongeveer even groot als Argentinië en India gezamenlijk. Grote steden in het gebied zijn Vladivostok, Chabarovsk, Komsomolsk aan de Amoer, Blagovesjtsjensk en Jakoetsk.

## Deelgebieden
- oblast Amoer
- kraj Chabarovsk
- Jakoetië
- Joodse Autonome Oblast
- kraj Kamtsjatka
- oblast Magadan
- kraj Primorje
- oblast Sachalin
- Tsjoekotka

## Economie
De basis van de economie in de regio wordt gevormd door de non-ferro metallurgie (vooral mijnbouw) en visserij. Ook is er veel bosbouw. De industrie bevindt zich in enkele grote steden en bestaat vooral uit machinebouw, de productie van consumentengoederen en de voedingsmiddelenindustrie. Door het zuiden van het gebied loopt de Trans-Siberische spoorlijn en iets noordelijker de Baikal-Amoerspoorweg.

## Sociaal-economische indicatoren
Hoewel de inkomens er relatief gezien hoger liggen dan in de rest van Rusland, is er weinig optimisme onder de bevolking. Het gebied kampt vooral met een sterk teruglopend inwoneraantal; veel mensen migreren naar westelijk Rusland. De levensverwachting ligt iets lager dan het nationaal gemiddelde. Het percentage mensen dat in een staatsbedrijf werkt is hoger dan het landelijk gemiddelde.
Centraal · Centraal-Tsjernozjom · Noord · Noord-Kaukasus · Noordwest · Oeral · Oost-Siberië · Povolzje · Verre Oosten · West-Siberië · Wolga-Vjatka